# Nicolás D'Onofrio
Nicolás D'Onofrio (en italiano Nicola D'Onofrio) (n.Bucchianico, 24 de marzo de 1943 - † Roma, 12 de junio de 1964), fue un joven seminarista italiano, perteneciente a la Orden de los Padres Camilianos de San Camilo de Lellis, a la cual ingresó en 1960.
Nicolás se caracterizó por su piedad, su vida de incansable oración, su ayuda social hacia los enfermos y los más necesitados, y por su amor a Cristo y la Eucaristía.
A comienzos de 1964 sufrió los primeros síntomas de su enfermedad: un cáncer óseo que le provocó la muerte a muy temprana edad. Murió en Roma ese mismo año, a la edad de 21 años.
Su proceso de beatificación empezó en el año 2003, y en ese mismo año, surgen los dos primeros milagros atribuidos a él en su causa de beatificación en tierra chilena: La curación milagrosa de la joven María Mercedes Correa Maldonado, hija de la destacada escritora chilena María Ester Maldonado, y de un carabinero herido en el sur de Chile. Fue declarado venerable Siervo de Dios en 2013. 